# تشاد هولت
تشاد هولت (بالإنجليزية: Chad Holt)‏ هو كاتب أمريكي، ولد في 3 أكتوبر 1972 في غالفستون في الولايات المتحدة.

## وصلات خارجية
- تشاد هولت على موقع IMDb (الإنجليزية)